# Altmärkische Wische
Altmärkische Wische – gmina w Niemczech, w kraju związkowym Saksonia-Anhalt, w powiecie Stendal, wchodzi w skład gminy związkowej Seehausen (Altmark). Powstała 1 stycznia 2010 z połączenia gmin Falkenberg, Lichterfelde, Neukirchen (Altmark) i Wendemark.